# Carpentarische rotsrat
De Carpentarische rotsrat (Zyzomys palatilis) is een knaagdier uit het geslacht Zyzomys dat voorkomt in Australië. Deze soort leeft alleen in een klein stuk monsoon-regenwoud in het noordoosten van het Noordelijk Territorium, dicht bij de grens met Queensland.
De rug is grijs- of geelbruin, de onderkant wit. De staart is van boven olijfbruin en van onder wit. De wortel is wat verdikt; de punt is hariger. De kop-romplengte bedraagt 130 tot 200 mm, de staartlengte 100 tot 150 mm, de achtervoetlengte 27 tot 28 mm, de oorlengte 18 tot 19 mm en het gewicht 110 tot 140 gram. Vrouwtjes hebben 0+2=4 mammae.